# Karl Carstens
Karl Carstens (ur. 14 grudnia 1914 w Bremie, zm. 30 maja 1992 w Meckenheim) – profesor prawa i politologii, polityk CDU, prezydent Niemiec w latach 1979–1984.

## Życiorys
Carstens urodził się jako syn nauczyciela. Po zdanej w 1933 roku maturze studiował prawo oraz politologię na uniwersytetach we Frankfurcie nad Menem, Dijonie (Francja), Monachium, Królewcu i Hamburgu. Ukończył je w 1936 pierwszym, a w 1939 drugim prawniczym egzaminem państwowym. W 1938 uzyskał stopień doktora prawa. Od 1939 do 1945 brał udział jako żołnierz artylerii przeciwlotniczej podczas II wojny światowej. 
Po jej zakończeniu został dopuszczony do wykonywania zawodu adwokata w Bremie. W 1948 rozpoczął studia na amerykańskim Uniwersytecie Yale, które ukończył w 1949 tytułem Master of Law (LL.M.). W latach 1949–1953 był doradcą prawnym senatu Bremy oraz pełnomocnikiem miasta Bremy przy Związku. Od 1950 pracował na Uniwersytecie Kolońskim. Tu się habilitował. 
W 1954 wstąpił do służby dyplomatycznej RFN i do 1955 był stałym przedstawicielem RFN przy Radzie Europy w Strasburgu, a potem pracował w MSZ w Bonn. Tam przejął w 1958 kierowanie wydziałem „West I Europa”. W 1960 nastąpiło powołanie na stanowisko profesora prawa państwowego i międzynarodowego Uniwersytetu Kolońskiego. Od 1970 do 1972 kierował Instytutem Badawczym Niemieckiego Towarzystwa Polityki Zagranicznej w Bonn.
W 1944 poślubił Veronicę Prior (1923-2012). Veronica Carstens była lekarzem specjalistą chorób wewnętrznych. Nie mieli dzieci. W 1982 założyli Fundację Karla i Veroniki Carstens, której celem jest wspieranie nauki oraz badań nad przyrodolecznictwem oraz homeopatią.
Karl Carstens zmarł w nocy z 29 na 30 maja 1992 wskutek udaru mózgu. Został pochowany na cmentarzu Riensbergerskim w Bremie.

## Przynależność partyjna
Od 1940 do 1945 był członkiem NSDAP. Podanie o przyjęcie miał złożyć na polecenie prezesa Sądu Krajowego i pod groźbą sankcji zawodowych, a od 1933 był członkiem SA, paramilitarnej organizacji NSDAP. Od 1955 był członkiem CDU.

## Poseł
Od 1972 do 1979 był członkiem Niemieckiego Bundestagu. Był w nim od maja 1973 do października 1976 przewodniczącym frakcji CDU/CSU i zarazem przywódcą opozycji. Po wyborach w 1976 roku został 14 grudnia wybrany na jego przewodniczącego. Mandat poselski zdobył w 1972 z listy krajowej Szlezwiku-Holsztynu, a w 1976 bezpośrednio z okręgu Pinneberg.

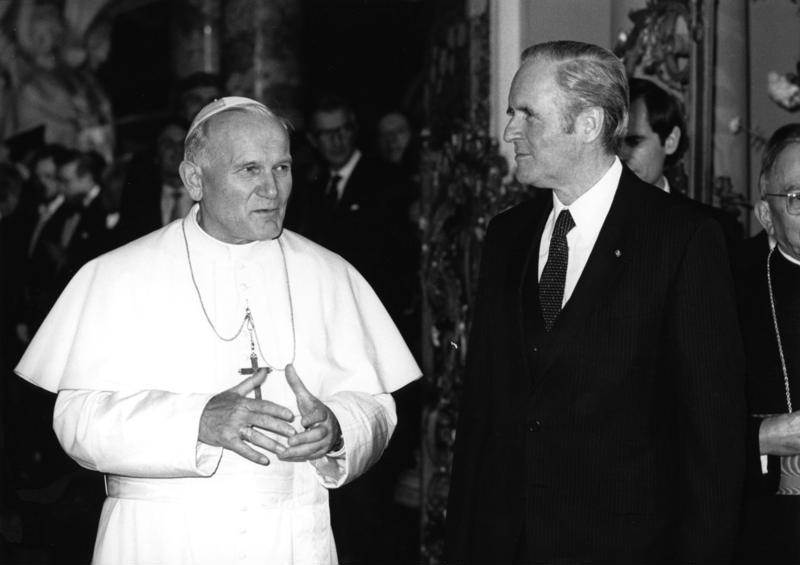
Karl Carstens podczas spotkania z papieżem Janem Pawłem II w Bonn, 1980

## Urzędy państwowe
Od 1960 do 1966 był sekretarzem stanu w MSZ, a w czasie trwania wielkiej koalicji od grudnia 1966 do 1968 sekretarzem stanu w Ministerstwie Obrony. Następnie od 1968 do 1969 był, w stopniu sekretarza stanu, szefem Urzędu Kanclerskiego.
W wyborach prezydenckich w 1979 został przez Zgromadzenie Federalne 23 maja 1979 wybrany 5. Prezydentem Federalnym Republiki Federalnej Niemiec. Zastąpił na tym stanowisku Waltera Scheela. Z powodu swego wieku zrezygnował z kandydowania na drugą kadencję i 30 czerwca 1984 zakończył urzędowanie.

## Publikacje
- Nabycie w dobrej wierze praw zastawu do nieruchomości, doktorat, 1938
- Myśl przewodnia amerykańskiej Konstytucji oraz ich urzeczywistnienie, habilitacja, 1953/54
- Prawo dot. Rady Europy, 1956
- Kierownictwo polityczne – Doświadczenia w służbie rządu federalnego, 1971
- Wiersze Niemieckie (jako wydawca), 1983
- Wspomnienia i doświadczenia, 1993

## Nagrody
W 1984 został odznaczony Międzynarodową Nagrodą Karola Wielkiego, tytułem Honorowego Obywatela Bonn, Berlina oraz Uniwersytetu Kolońskiego (uczelnia ta przyznaje taki tytuł). W 1987 otrzymał Nagrodę im. Hannsa Martina Schleyera oraz Złoty Medal Towarzystwa im. Humboldta, w 1990 Złoty Medal „Fondation Jean Monnet pour l’Europe”, a w 1991 Europejska Nagroda Karola Ziomkostwa Sudeckoniemieckiego. Wolne i Hanzeatyckie Miasto Brema nazwało jego imieniem, jeszcze za życia, czwarty i ostatni wybudowany most na Wezerze między dzielnicami Hastedt a Habenhausen.